# Kakucs
Kakucs é um município da Hungria, situado no condado de Peste. Tem 21,8 km² de área e sua população em 2015 foi estimada em 3.049 habitantes.